# Atauri
Atauri es un concejo del municipio de Arraya-Maestu, en la provincia de Álava. 

## Toponimia
En el año 1025 en la Reja de San Millán, consta como Atahuri de Suso (actual localidad) y Atahuri de Iuso (despoblado).El nombre Atauri puede provenir de "Atahuri", en este caso hay dos alternativas, se trata de ate ‘puerta’ en composición, o de un antropónimo *Ata, que podría estar relacionado con Aita ‘padre’. Si se trata de ate + hurí, tendría el significado de ‘villa del puerto’, que quizás un conocimiento mejor de la localización de Atauri podría confirmar esta posibilidad.

## Geografía física
Ubicado en el entorno de la Montaña Alavesa, se despliega a lo largo del desfiladero formado por los montes de Izki y los montes de Arburu y está dividida en dos barrios por el río Ega y la carretera nacional Vitoria-Estella. Se puede llegar al lugar en coche por la carretera A-132 (Vitoria-Estella) o en el autobús de línea que une Vitoria con Estella.
| Noroeste: Arraya-Maestu |  | Nordeste: Sabando |
| Oeste: Apellaniz        |  | Este: Oteo        |
|                         |  | Sureste: Antoñana |

El barrio de arriba lo componen la iglesia parroquial consagrada a la Asunción de Nuestra Señora y varias casas. Una de ellas tiene un escudete clerical en la fachada. El barrio de abajo está situado junto a la carretera y el río. Entre las casas, destaca una de piedra con un hermoso escudo en su fachada que procede de Vírgala Mayor. Igualmente en el barrio de abajo se encuentran el Humilladero del Cristo de los Arrieros y el frontón. Ambos barrios cuentan con fuentes-abrevaderos. A la salida de la villa, junto al río Ega, está el lavadero.

## Despoblado
Forma parte del concejo el despoblado de:
- Atauri de Yuso.[5]

## Historia

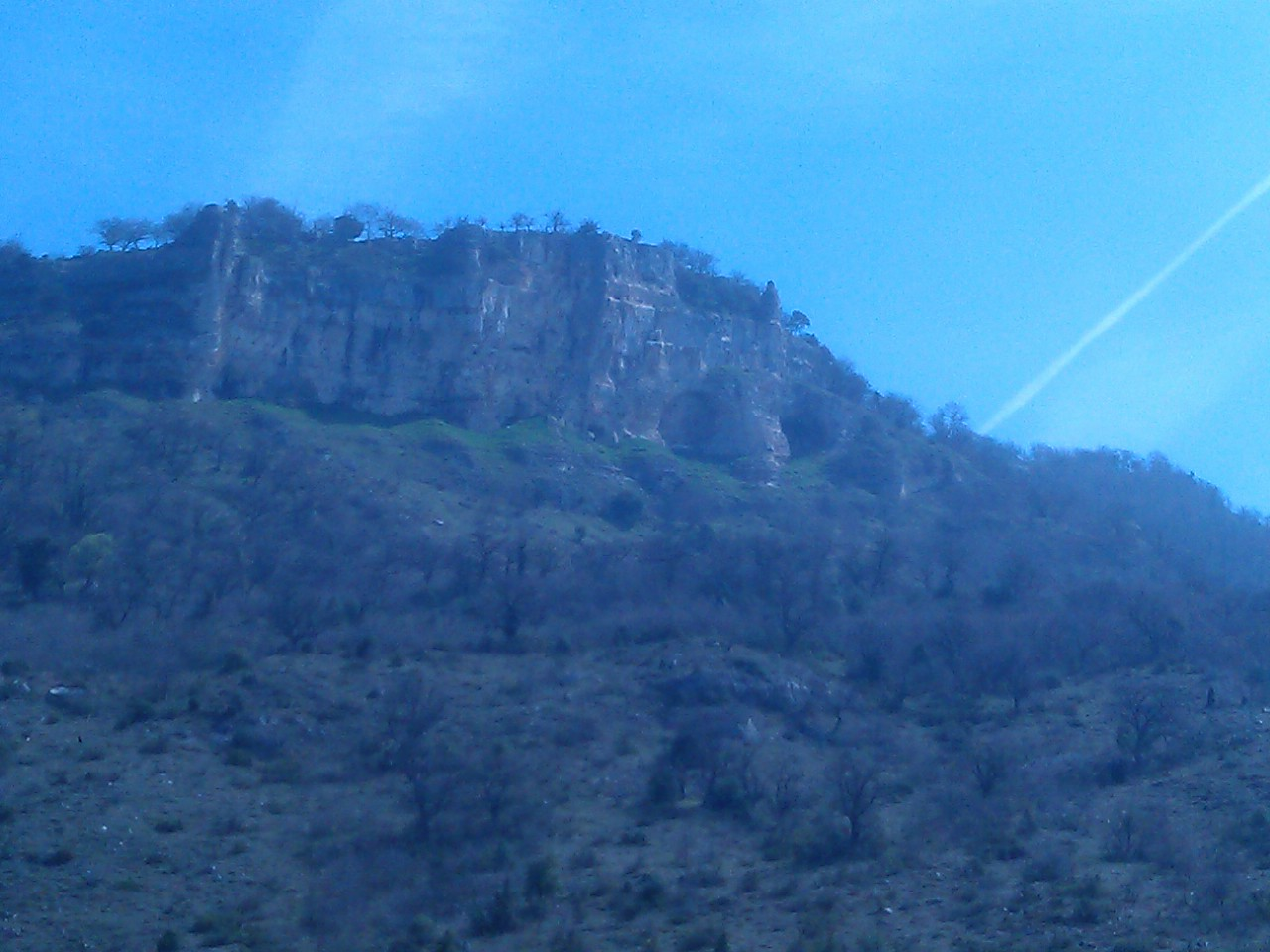
Atauri, primavera 2014.

Se han encontrado restos de la Edad del Hierro y Bronce en el Monte del Fraile. En el siglo XI, aparece mencionada en la Reja de San Millán. Debido a su situación estratégica, fue asentamiento de los Reinos Navarros y Castellanos, y se cree que su castillo estuvo construido en lo alto del monte del Fraile. Aparece en documentos del siglo XII y es nombrada en los Fueros dados por Sancho el Fuerte de Navarra a Larraun en 1192 y a Larraga en 1193.
En el año 1199, Castilla la conquistó para su rey Alfonso VIII. En el año 1204 el rey castellano, en su testamento, promete a su muerte devolverlo a los monarcas navarros, al considerarlos sus legítimos dueños, junto con los castillos de Santa Cruz, Marañón, la villa fuerte de Antoñana y la puerta de Korres.
Hacia mediados del siglo XIX, el lugar, por entonces perteneciente al ayuntamiento de Arraya, tenía contabilizada una población de 88 habitantes. Aparece descrito en el tercer volumen del Diccionario geográfico-estadístico-histórico de España y sus posesiones de Ultramar de Pascual Madoz con las siguientes palabras:

ATAURI: v. en la prov. de Alava (4 1/2 leg. á Vitoria), dióc. de Calahorra (11 1/2), vicaría de Campezu, part. jud. de Salvatierra (3), herm. y ayunt. de Arraya (1/2): sit. sobre las márg. del r. Ega: su clima sano: tiene 18 casas; 1 escuela de primera educacion para ambos sexos, dotada con 18 fan. de trigo: la igl. parr. (Sta. Maria) se halla en buen estado, aunque pobre de ornamentos; está servida por 1 cura beneficiado con título de perpétuo; el cementerio se encuentra contiguo á la igl. y en buen estado. El térm. confina por N. con Leorza á 3/4 de leg.; por E. con San Vicente de Arana á 2; por S. con Bujanda á 1 1/2; y por O. con la Tejara de Apellaniz y monte de Izqui á 1 1/2: abunda en fuentes de muy saludables y buenas aguas, y le baña el indicado Ega, al que en su curso por Antoñana y Sta. Cruz de Campezu se le unen varios riach. procedentes de las vertientes de Pipáon y del gran monte Izqui, cuyas aguas pasan á Navarra por la cañada de Arquijas: el puente de Atauri es de piedra sillar de medio punto, el cual se encuentra en un estado regular de conservacion. El terreno llano, cercado de montes y colinas, es de mediana calidad, y no escaso de arbolado: caminos: el que se dirige de Vitoria á Navarra y el que facilita la comunicacion con el valle de Arana, son regulares y muy frecuentados: el correo se recibe por Vitoria: prod.: toda clase de cereales, con especialidad trigo, alguna fruta y hortalizas: cria ganado vacuno, lanar y de cerda; hay caza, y se pescan ricas y grandes truchas, algunas de 10 y 12 libras, buenas anguilas, loinas, barbos y otros peces: ind.: la agrícola, 1 molino harinero, 1 maquina hidráulica para aserrar maderas, algun panadeo: hay 1 cantera de piedra franca, y 1 mina de arena fina que utilizan los herreros del pais, y otra de almagre: pobl.: 11 vec., 88 alm.: riqueza y contr. (V. Alava intendencia).
(Madoz, 1846, p. 90)

Pertenece al municipio de Arraya-Maestu. En 2022, la entidad singular de población tenía empadronados treinta habitantes y el núcleo de población, veintinueve.

## Demografía
| Gráfica de evolución demográfica de Atauri entre 2000 y 2017 |
|                                                              |
| Población de derecho según los censos de población del INE.  |

## Cultura

### Patrimonio material

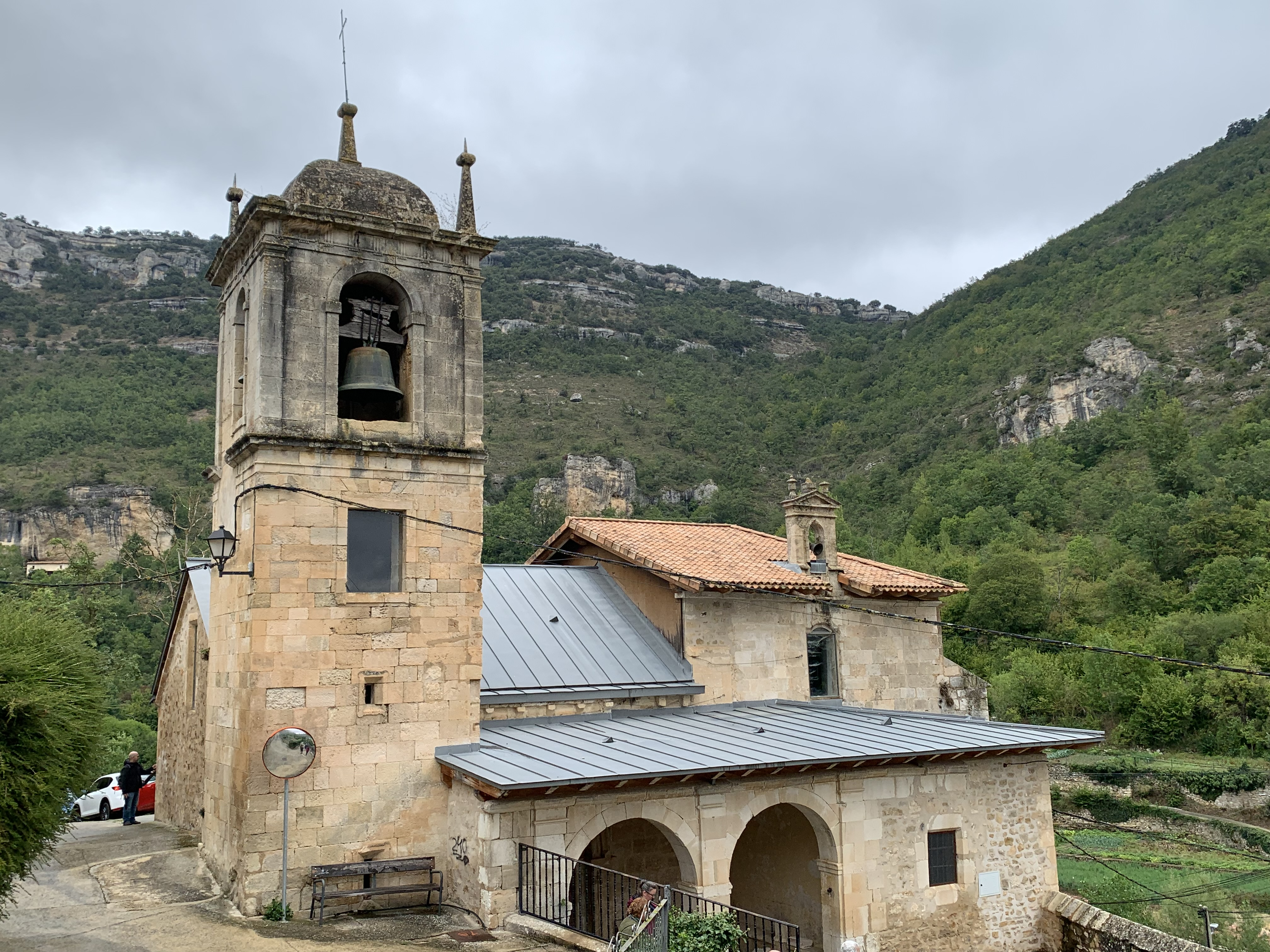
Vista de la iglesia de la Asunción de Nuestra Señora

- Cueva sepulcral de Los Moros o de Peña Rasgada.[10]
- Cuevas sepulcrales de Arratiandi.[11]
- Iglesia de la Asunción de Nuestra Señora.[3]
- Ermita de la Soledad,[12]construcción románica en el camino hacia Maeztu, río arriba y rodeada de tierras de labranza.
- Lavadero, construido en 1916.[13]
- Fuente-abrevadero.[14]
- Ermita del Santo Cristo. Pequeño edificio de piedra, a modo de humilladero, con una reja de madera en su acceso. Cobija un altar con la imagen policromada de Cristo Crucificado fechable entre los siglos XVI-XVII y venerada bajo la advocación del "Cristo de los Arrieros", puesto que recibía las visitas de arrieros y caminantes que transitaban por la orilla derecha del río. En 1900 se construyó la pequeña ermita y se trasladó la imagen a su ubicación actual.[15]
- Frontón.[16]
- Antiguo molino harinero, en ruinas.[17]
- Mina Lucía de asfaltos naturales. En 2019 se creó una plataforma en la localidad para impulsar la recuperación de la zona minera de Atauri.[18]
- Museo de los Asfaltos Naturales de la Montaña Alavesa, ubicado en la antigua estación del Ferrocarril Vasco-Navarro de Atauri.[19]
- Fábrica de “Asfaltos de Maestu”.[20]
- Infraestructuras del ferrocarril vasco-navarro: puente con varios arcos y túnel que atraviesa la villa bajo el barrio de arriba.

### Patrimonio inmaterial
- 16 de abril Santo Toribio de Liébana.
- Desde septiembre de 2012 se celebra Atauri Art, festival de circo y teatro de calle de Montaña Alavesa.[21]

## Asociaciones
- Asociación Cultural Arratiandi[22]